# Рей ЛаХуд
Раймонд Х. «Рей» ЛаХуд (англ. Raymond H. «Ray» LaHood; нар. 6 грудня 1945, Піорія, Іллінойс) — американський політик-республіканець.

## Біографія
Має німецько-ліванське походження.
1971 року здобув ступінь бакалавра в Університеті Бредлі. Працював учителем, директором молодіжного бюро послуг округу Рок-Айленд від 1972 до 1974 року та головним планувальником Комісії з планування Bi-States Metropolitan від 1974 до 1977. Входив до складу офісу конгресмена Тома Рейлсбека від 1977 до 1982 року та конгресмена Роберта Х. Мішеля від 1983 до 1994. ЛаХуд був членом Палати представників штату Іллінойс від 1982 до 1983 року.
Від 1995 до 2009 року представляв 18-й округ штату Іллінойс у Палаті представників Сполучених Штатів.
Від 2009 до 2013 року обіймав посаду міністра транспорту в адміністрації президента Барака Обами, його місце в конгресі посів Аарон Шок.